# Üçkuyu
Üçkuyu ist ein Dorf im Landkreis Bekilli der türkischen Provinz Denizli. Üçkuyu liegt etwa 91 km nordöstlich der Provinzhauptstadt Denizli und 6 km nordöstlich von Bekilli. Üçkuyu hatte laut der letzten Volkszählung 403 Einwohner (Stand Ende Dezember 2010).